# Національний демократичний конгрес (Гренада)
Національний демократичний конгрес (англ. National Democratic Congress, NDC) — соціал-демократична та лівоцентристська політична партія у Гренаді. Чинним лідером партії є Дікон Мітчелл. 
Правляча партія Гренади, що здобула більшість на парламентських виборах 2022 року, також була урядовою партією Гренади у 2008–2013, а перед цим — у 1990–1995 роках.

## Історія
Партію було засновано 1987 року Джорджем Брізаном і Френсісом Алексісом. Вона перебувала в опозиції до руху ДЖУЕЛ. Здобула перемогу на виборах 1990 року, а Ніколас Бретвейт очолив уряд. 1995 партія втратила більшість у парламенті. Після цього Національний демократичний конгрес перебував в опозиції упродовж 13 років, допоки не здобув перемогу на виборах 2008 року, після яких прем'єр-міністром став Тіллман Томас.

## Лідери партії
| Ім'я             | Портрет | Початок терміну | Завершення терміну |
| ---------------- | ------- | --------------- | ------------------ |
| Ніколас Бретвейт |         | 1989            | 4 вересня 1994     |
| Джордж Брізан    |         | 4 вересня 1994  | жовтень 2000       |
| Тіллман Томас    |         | жовтень 2000    | 2 лютого 2014      |
| Назим Бурк       |         | 2 лютого 2014   | 1 липня 2018       |
| Франка Бернардін |         | листопад 2019   | 2020               |
| Дікон Мітчелл    |         | 31 жовтня 2021  | чинний             |

## Історія виборів

### Вибори до Палати представників
| Вибори | Лідер партії     | Голосів | %     | Місць | +/–  | Позиція | Результат          |
| ------ | ---------------- | ------- | ----- | ----- | ---- | ------- | ------------------ |
| 1990   | Ніколас Бретвейт | 13,637  | 34.5% | 7/15  | ▲ 7  | ▲ 1а    | Уряд меншості      |
| 1995   | Джордж Брізан    | 13,372  | 30.6% | 5/15  | ▼ 2  | ▼ 2а    | Опозиція           |
| 1999   | Джордж Брізан    | 10,396  | 25.1% | 0/15  | ▼ 5  | ▬ 2а    | Позапарламентська  |
| 2003   | Тіллман Томас    | 21,445  | 45.4% | 7/15  | ▲ 7  | ▬ 2а    | Опозиція           |
| 2008   | Тіллман Томас    | 29,007  | 51.2% | 11/15 | ▲ 4  | ▲ 1а    | Уряд монобільшості |
| 2013   | Тіллман Томас    | 22,377  | 40.6% | 0/15  | ▼ 11 | ▼ 2а    | Позапарламентська  |
| 2018   | Назим Берк       | 23,243  | 40.5% | 0/15  | ▬    | ▬ 2а    | Позапарламентська  |
| 2022   | Дікон Мітчелл    | 31,398  | 51.8% | 9/15  | ▲ 9  | ▲ 1а    | Уряд більшості     |